# Les Pierres de Lecq

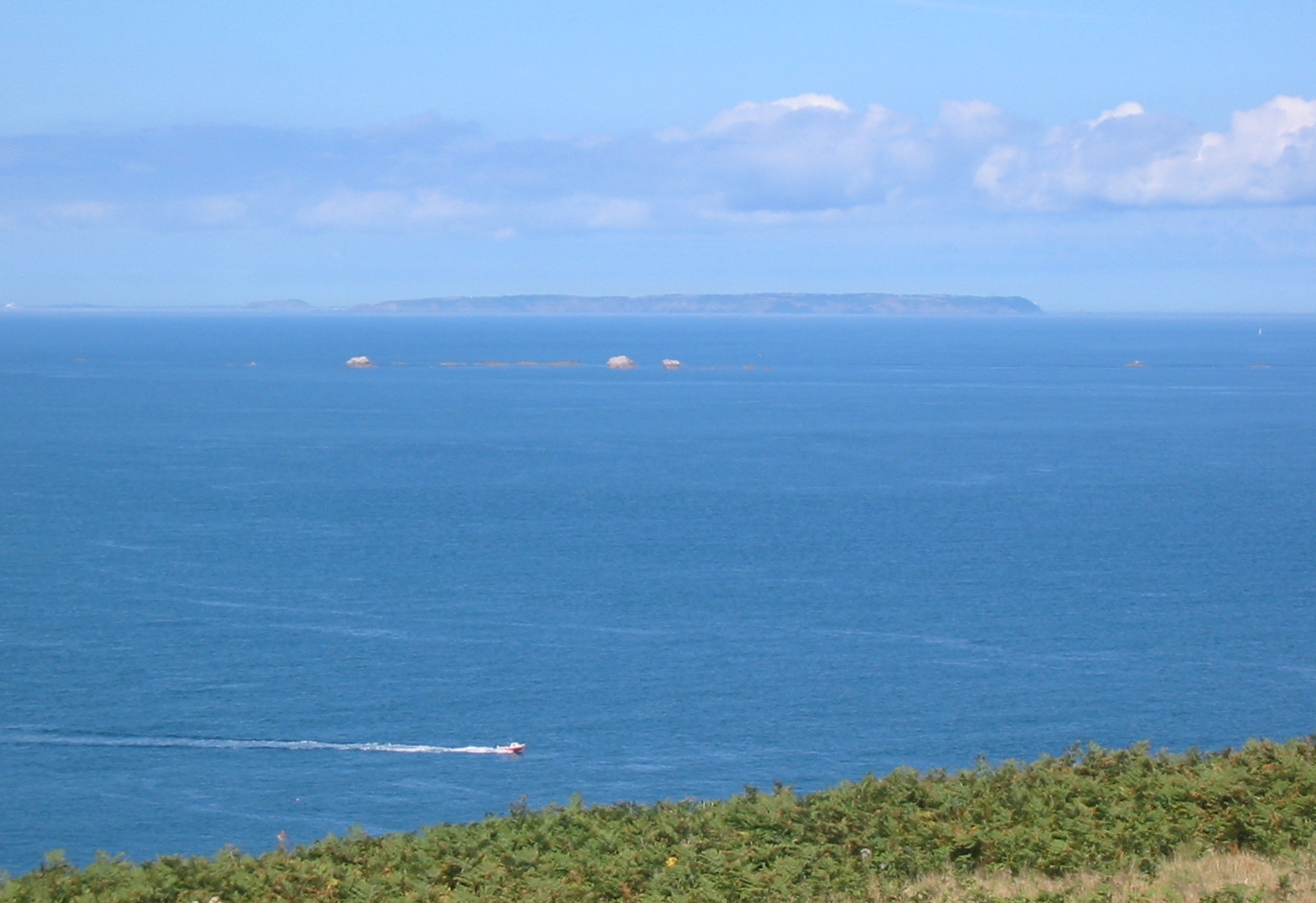
Les Pierres de Lecq (o Paternosters) durante la marea alta vistas desde Jersey en dirección a Sark. Las tres rocas visibles son La Vouêtaîthe, La Grôsse y L'Êtaîthe.

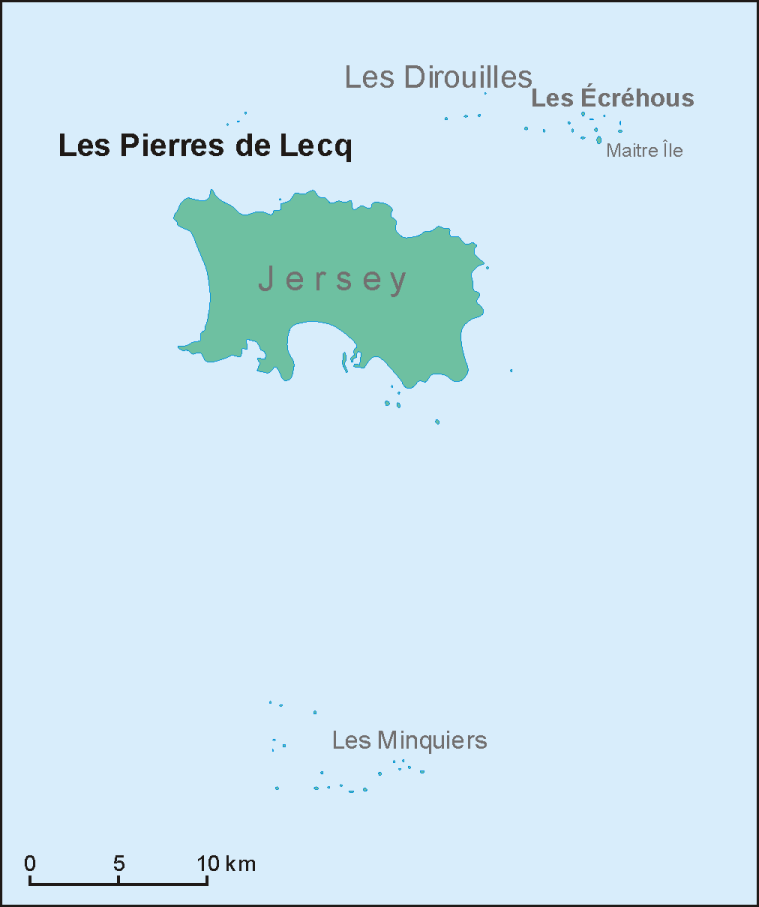
Ubicación de Les Pierres de Lecq.

Les Pierres de Lecq (Jèrriais: Les Pièrres dé Lé) o Paternosters son un grupo de rocas deshabitadas ubicadas en el Bailiazgo de Jersey entre la isla de Jersey y Sark, a 16 km al norte de Grève de Lecq en Saint Mary y a 22,4 km al oeste de la península de Cotentin en Normandía.

## Geografía
Sólo tres rocas permanecen visibles en la marea alta: L'Êthaîte (la del este), La Grôsse (la grande) y La Vouêtaîthe (la del oeste). El área posee uno de los rangos de marea más significativos en el mundo, llegando hasta 12 metros.
El nombre Paternosters está relacionado con una leyenda relativa a la colonización de Sark en el siglo XVI. Según la leyenda, un bote con mujeres y niños naufragaron en las rocas y se cree que los llantos de los niños se escuchan ocasionalmente con el sonido del viento. Los marineros supersticiosos recitaban el Padre Nuestro cuando pasaban las rocas y de ahí toma el nombre.
Las rocas son un sitio Ramsar, y sostiene una variedad de pequeños cetáceos incluyendo delfines. Es considerado también una frontera biogeográfica.

## Nombres de las rocas
Todos los nombres están en Jèrriais:
- L'Êtchièrviéthe
- La Rocque du Nord
- L'Êtaîse o L'Êtaîthe
- Lé Bel
- Lé Longis
- La P'tite Mathe
- La Grôsse  (Gran Roca)
- La Grand' Mathe
- La Greune dé Lé o La Bonnette
- La Greune du Seur-Vouêt
- L'Orange
- La Vouêtaîse, La Vouêtaîthe o La Vouêt'rêsse
- La Cappe
- La Douoche
- Lé Byi
- La Rocque Mollet
- L'Êtché au Nord-Vouêt
- La Galette
- La Briarde
- La Sprague
- La Niêthole Jean Jean o Lé Gouoillot